# Château de Chiloup (Saint-Martin-du-Mont)
Pour les articles homonymes, voir Château de Chiloup.
Le château de Chiloup est une demeure qui se dresse sur le territoire de la commune française de Saint-Martin-du-Mont dans le département de l'Ain en région Auvergne-Rhône-Alpes. Le château historique a été détruit en 1830 laissant place à une grande maison carrée, localement appelée « château de Chiloup ».

## Localisation
Le château de Chiloup est situé à 3 km au sud-ouest de Saint-Martin-du-Mont, dans le département français de l'Ain.

## Historique
Le château historique était une grande bâtisse carrée munie de quatre tours et consistait selon Samuel Guichenon, « un fief mouvant de Varambon ». Selon Charles-Laurent Salch, la maison forte fut fondée par Guichard de Chiloup vers 1329.
On recense parmi les propriétaires successifs, Bernardin de Molard, Henri de Bignin puis Antoine de Vachés. C'est ce dernier qui vend le domaine à Claude Berliet en 1563 avec obligation de porter les armes de Chiloup (d'or à trois pas de gueule, au chef d'azur). Le château parvient ainsi à l'évêque Jean-François Berliet qui le transmet à son neveu Guillaume de Grizy. Signalons que son successeur, son frère Guillaume de Grizy, décédé en 1720 est enterré dans la chapelle Notre-Dame-de-l'Orme.
En 1732, Henri de Saint-Martin est propriétaire. Par la suite, les frères Mury sont propriétaires jusqu'en 1804 suivis de leur petit-neveu Jean-Jacques Durand de Chiloup qui fut notamment maire de Saint-Martin-du-Mont. C'est lui qui fait détruire le château historique en 1830 et fait construire sur le même emplacement la bâtisse actuelle.